# Duncan Gillis
Duncan Gillis (Mabou, Cape Breton, Nova Escòcia, 3 de gener de 1883 - Vancouver, Colúmbia Britànica, 2 de maig de 1963) va ser un atleta canadenc que va competir a començaments del segle xx.
Gillis destacà en el llançament de martell i el llançament de disc durant la primera dècada del segle xx, guanyant diversos campionats amateurs al Canadà i els Estats Units. El 1912 va prendre part en els Jocs Olímpics d'Estocolm, on disputà dues proves del programa d'atletisme. En el llançament de martell guanyà la medalla de plata, mentre en el llançament de disc fou catorzé. A banda, fou el primer abanderat canadenc en uns Jocs Olímpics.
Posteriorment va centrar els seus esforços en la lluita lliure, guanyant el campionat del Canadà del pes pesat el 1913 i passant al professionalisme el 1914.